# Ceratopogon flaviventris
Ceratopogon flaviventris är en tvåvingeart som beskrevs av Jean-Jacques Kieffer 1917. Ceratopogon flaviventris ingår i släktet Ceratopogon och familjen svidknott. Inga underarter finns listade i Catalogue of Life.